# DR-DOS
DR-DOS는 디지털 리서치사에서 CP/M-86을 기반으로 개발한 IBM PC 호환 PC용 도스의 일종이다.

## 역사
1988년 5월에 최초로 발표되었으며, 최초 버전은 MS-DOS의 기능을 의식하여 DR-DOS 3.41로 불렸다. 당시에 MS-DOS는 따로 판매가 되지 않고 새 하드웨어와 함께만 공급되었고, DR-DOS는 일반 소매자가 구입할 수 있었다.
1990년 5월에 발표된 두 번째 버전은 5.0(MS-DOS 4와의 비교를 피하기 위함)이었고, GEM을 기반으로 한 GUI인 ViewMAX 기능을 포함했다. XMS 연속 확장 메모리를 EMS 중첩 확장 메모리로 변환해 사용할 수 있는 기능의 386-모드 메모리 관리자도 제공했다. 그 밖의 두 가지 중요한 기능은 다음과 같다.
- 인텔 80286 또는 그 상위 기종의 PC에서 연속 확장 메모리의 첫 64킬로바이트 영역인 상위 메모리 영역(HMA)에 도스 커널과 디스크 버퍼 같은 구조를 올릴 수 있었다.
- 인텔 80386 기종에서 사용할 수 있는 쿼터덱(Quarterdeck) 사의 QEMM과 비슷한 기능의 중첩 확장 메모리 관리자를 제공했다. 이로써 장치 제어기를 상위 메모리 영역(HMA) 블록에 올릴 수 있게 되었다.

DR-DOS 6.0은 1991년에 발표되었다. SuperStor라는 하드디스크 압축 기술과 메모리 보호 기능이 포함된 멀티태스킹 CPU용 API를 제공했다. 이 API는 DR-DOS용 프로그램에서만 사용할 수 있었지만, 기타 일반 도스 프로그램으로도 역시 내장된 TaskMax라는 다중 작업 관리자를 통해 선점형(pre-emtive)의 다중 작업을 할 수 있었다.
이후 노벨(Novell) 사에서 디지털 리서치 사를 인수하여 Novell DOS 7.0을 발표하였다. DR-DOS는 다시 칼데라 시스템 사에 팔려 DR-DOS 7.01이 오픈도스(OpenDOS)로 발표되었다. 2002년에 DR-DOS의 판권은 다시 디바이스로직스(DeviceLogics)라는 작은 회사로 넘겨져, 거기서 분리되어 나온 DRDOS 사(DRDOS, Inc.)에 의해 임베디드 시스템(embedded system)용 도스로 계속 팔리고 있다.

## 명령어

### 내장 명령어
DR DOS 6.0 지원 내장 명령어:
- APPEND
- BREAK
- CD
- CHCP
- CHDIR
- CLS
- COPY[nb 1]
- CTTY
- DATE
- DBG[3]
- DEL
- DELQ[3]
- DIR
- ERA[3]
- ERAQ[3]
- ERASE
- EXIT
- HILOAD
- IDLE[3]
- MD
- MKDIR
- MORE
- PATH
- PROMPT
- RD
- REN
- RENAME
- RMDIR
- SET
- TIME
- TYPE
- VER
- VERIFY
- VOL

### 배치 처리 하위 명령어
- ?[3]
- CALL
- ECHO
- ECHOERR[3]
- FOR
- GOSUB
- GOTO
- IF
- OR[3]
- PAUSE
- PAUSEERR[3]
- REM
- RETURN[3]
- SHIFT
- SWITCH[3]

### 외부 명령어
- ASSIGN
- ATTRIB
- BACKUP
- CHKDSK
- COMMAND[nb 1]
- COMP
- CURSOR
- DELPURGE
- DELWATCH
- DISKCOMP
- DISKCOPY
- DISKMAP
- DISKOPT
- DOSBOOK
- EDITOR
- EXE2BIN
- FASTOPEN
- FC
- FDISK
- FILELINK
- FIND
- FORMAT
- GRAFTABL
- GRAPHICS
- JOIN
- KEYB
- LABEL
- LOCK
- MEM
- MEMMAX
- MODE
- MOVE
- NLSFUNC
- PASSWORD
- PRINT
- RECOVER
- RENDIR
- REPLACE
- RESTORE
- SCRIPT
- SETUP
- SHARE
- SID
- SORT
- SSTOR
- SUBST
- SUPERPCK
- SYS
- TASKMAX
- TOUCH
- TREE
- UNDELETE
- UNFORMAT
- UNINSTAL
- XCOPY
- XDEL
- XDIR

## 같이 보기
- CP/M